# سرگی زابولوتنوف
سرگی زابولوتنوف (به انگلیسی: Sergei Zabolotnov) (زادهٔ ۱۱ اوت ۱۹۶۳) شناگر اهل ازبکستان است.